# Günter Freiherr von Gravenreuth
Günter Werner Freiherr von Gravenreuth (* 12. Juli 1948 in München; † 22. Februar 2010 ebenda; gebürtig Günter Werner Dörr) war ein deutscher Rechtsanwalt und Verleger. Er erlangte breite Bekanntheit durch umstrittene Abmahnungen, die er gegen Urheber- und Markenrechtsverletzungen anstrengte. Daneben war er Autor mehrerer juristischer Veröffentlichungen auf dem Gebiet des gewerblichen Rechtsschutzes.

## Leben
Günter Freiherr von Gravenreuth, Sohn von Ernst Ludwig Dörr (1921–1987) und Herta Amalie Freiin von Gravenreuth (1917–1985), erlernte bis 1966 den Beruf des Technischen Zeichners, absolvierte anschließend an der FH München 1973 ein Maschinenbau-Studium als Diplom-Ingenieur (FH) und von 1973 bis 1978 an der LMU München ein Studium in Rechtswissenschaften. Dabei wurde er Mitglied in der katholischen Studentenverbindung K.B.St.V. Rhaetia München und machte eine erste EDV-Ausbildung, in der er eine CDC Cyber 175 mit COBOL-Programmen, in Lochkarten gestanzt, instruierte. Als Rechtsreferendar war er beim Bundespatentgericht, in einer Markenkammer des Landgerichts München I sowie in einer auf Patente spezialisierten Kanzlei tätig.
Ab 1981 war er als Anwalt zugelassen und war zunächst bei einer Patent- und Rechtsanwaltskanzlei in München und dann bei einer Freisinger Patent- und Rechtsanwaltskanzlei tätig. Ab 1985 war er selbständig, seit 1987 mit eigener Kanzlei. Seine Tätigkeitsschwerpunkte lagen im Bereich EDV-Recht, Internet-Recht, Urheberrecht und gewerblicher Rechtsschutz.
Nachdem Gravenreuth wegen vollendeten Betrugs verurteilt worden war und deshalb eine 14-monatige Freiheitsstrafe antreten sollte, starb er am 22. Februar 2010 durch Suizid. In seinem per E-Mail verschickten Abschiedsbrief begründete er dies mit familiären, finanziellen und gesundheitlichen Problemen.

## Tätigkeiten
Bereits in den 1980er Jahren gab Gravenreuth Computerzeitschriften wiederholt Interviews zum Thema der so bezeichneten „Raubkopien“ und verfolgte Asterix-Plagiate, in denen unlizenzierte Zeichnungen aus Asterix-Bänden mit neuen Texten in den Sprechblasen versehen wurden, um damit zum Beispiel auf satirische Weise gegen Kernkraft (Asterix und das Atomkraftwerk), gegen die Aufrüstung (Asterix in Bombenstimmung) oder gegen die „Startbahn West“ (Asterix im Hüttendorf) zu protestieren. So wurden Tauschanzeigen von Comic-Sammlern durchsucht und Anfragen nach diesen Comics an alternative Buchhandlungen gestellt. Anbieter dieser Hefte erhielten Abmahnungen. Gegen den Veranstalter des Kölner Comic-Tauschtags stellte er Strafantrag, weil ein Teilnehmer dieser Veranstaltung entsprechende Hefte anbot und der Veranstalter dies wusste.
Die Mitglieder der Cracker-Gruppe Radwar, die auf dem Heimcomputer Commodore C64 aktiv waren, wurden Mitte der 1980er Jahre von Gravenreuth verfolgt. Durch Einladungen von Gravenreuth auf Partys der Crackergruppe entwickelte sich in der Folgezeit eine Art Hassliebe zwischen den Softwarepiraten und dem Anwalt.
Bekannt wurde Gravenreuth, als einer seiner Testbesteller Ende 1992 auf verdächtig erscheinende Kleinanzeigen in Computerzeitschriften, in denen überwiegend Privatleute inserierten, die sogenannten „Tanja-Briefe“ (unter dem Pseudonym „Tanja Nolte-Berndel“ und einigen weiteren weiblichen Pseudonymen wie Tamara) versandte. Teilweise war diesen Briefen sogar ein Foto (aus einer Bildagentur) der vermeintlich 15-jährigen Schreiberin beigelegt. Das vorgeblich minderjährige Mädchen schrieb die Zielperson mit folgendem Inhalt an: Ihr seien neue Spiele auch zu teuer, weshalb sie Tauschpartner suche. Man solle ihr eine Liste der zu tauschenden Software schicken, sie würde dann ihre schicken und mitteilen, welche Spiele sie abzugeben hätte. Falls ein so Angeschriebener auf die Bitte um Software-Tausch der angeblichen Jugendlichen einging, wurde dieser bei entsprechender Beantwortung wegen Verstoßes gegen das Urheberrecht abgemahnt, gegebenenfalls auch angezeigt. Auch führten einige Fälle zu Hausdurchsuchungen. Von Kritikern wurde Gravenreuth vorgeworfen, dass er die Abgemahnten zu den Straftaten selbst aufgefordert habe; dieser Vorwurf wurde jedoch von den Gerichten nicht bestätigt. Auch folgte das Gericht nicht den Beklagtenanwälten, welche argumentierten, dass es nicht tatsächlich zum Raubkopieren gekommen war und dass Freiherr von Gravenreuth gar nicht wissen konnte, ob nicht erlaubterweise Originalspiele getauscht werden sollten.
Später tauchte sein Name immer wieder im Zusammenhang mit Abmahnungen auf, in denen er hauptsächlich Ansprüche aus dem Bereich des Markenrechts und des gewerblichen Rechtsschutzes durchsetzte. Die inhaltliche und formale Berechtigung war in einzelnen Fällen auch unter Juristen umstritten. Unter anderem galt dies für die Fälle der Marken „Rainbow“, „Triton“, „Ballermann“ und „Explorer“. Durch diese Abmahnungen waren neben großen Firmen auch viele einzelne Personen und kleinere Firmen betroffen, die sich in Unkenntnis der eigenen Rechtsposition oft im Zweifel dafür entschieden, einen Rechtsstreit mit ungewissem Ausgang zu vermeiden und die im Rahmen der Abmahnung erhobenen Forderungen zu begleichen. Den Vertrieb einer Linux-Distribution von SuSE stoppte Gravenreuth wegen einer Markenrechtsverletzung mittels einer einstweiligen Verfügung.
Gravenreuth trat unter anderem als Anwalt der Ratinger Firma Symicron in Erscheinung, die als Inhaberin der Marke „Explorer“ zahlreiche Website-Betreiber abmahnte, die den Begriff „Explorer“ auf ihren Seiten verwendeten. Bei der Verteidigung der Marke „Explorer“ kam es zu Ungereimtheiten bezüglich mehrerer von Mitarbeitern und Geschäftsführern der Symicron GmbH abgegebener Versicherungen an Eides statt. Das Landgericht München I erklärte im Urteil vom 19. Juni 1996 – 7 HKO 11205/96, dass es diese für unglaubwürdig halte. Später wurde in Prozessen behauptet, Microsoft habe für die Verwendung des Namens „Explorer“ für den in Windows enthaltenen Dateimanager und Browser einen Lizenzvertrag mit Symicron abgeschlossen. Das Deutsche Patent- und Markenamt ließ jedoch die Marke „Explorer“, deren Inhaber Symicron war, wegen Bösgläubigkeit löschen.
Im Zusammenhang mit der Bundestagswahl 2002 machte Günter von Gravenreuth Schlagzeilen mit Abmahnungen und – wenn keine Unterlassungserklärungen abgegeben wurden – auch gerichtlichen Verfahren bezüglich E-Cards gegen Parteien wie die SPD, FDP, PDS, DVU, die Grünen und Die Republikaner. Diese hatten an der Zusendung unerwünschter Werbe-E-Mails über E-Cards mitgewirkt.
Im Jahre 2007 scheiterte er mit mehreren Anträgen, so einer einstweiligen Verfügung, gegen die taz. Im Verfahren 15 O 346/06 scheiterte sein Anspruch daran, dass nach Ansicht des Landgerichts Berlin dem Verwender des Double-Opt-in-Verfahrens nicht zugemutet werden kann, in jedem Einzelfall auszuschließen, dass dieses missbraucht wird. So scheiterte er im gleichen Jahr auch gegen mindestens ein weiteres Unternehmen vor dem Amtsgericht München ebenfalls mit einer einstweiligen Verfügung gegen den Versand von Opt-in-Bestätigungen.
In der IT-Szene und unter anderen Juristen hatte Gravenreuth vehemente Kritiker, die sich mit ihm zum Teil erbitterte Streitgespräche in den verschiedensten Diskussionsforen lieferten. In einem der bekanntesten deutschen Foren, dem Heise-Forum, wurde ihm „virtuelles Hausverbot“ erteilt, und er durfte nach Unterzeichnung einer entsprechenden Unterlassungserklärung dort keine Beiträge mehr verfassen. Die Widerklage in diesem Prozess, in der es um die Verlinkung privaten Bildmaterials ging, verlor Heise vor dem Oberlandesgericht München.
In ein anderes Forum klagte er sich nach einer ähnlichen Sperre erfolgreich wieder „hinein“.
Von 1988 bis 2005 arbeitete Gravenreuth mit Bernhard Syndikus zusammen. Beide traten als Frhr. v. Gravenreuth & Syndikus Rechtsanwälte auf. 2005 schied Syndikus aus der Kanzlei aus. Von 1999 bis 2002 war Gravenreuth Mitglied des Aufsichtsrats der on-web AG.

## Verurteilungen
Wegen Urkundenfälschung in 60 Fällen wurde Günter Freiherr von Gravenreuth im Jahr 2000 in München zu einer Geldstrafe verurteilt.
Gravenreuth wurde am 16. April 2008 vom Landgericht München (nach einer Absprache) rechtskräftig zu einer Haftstrafe von elf Monaten verurteilt, die sich aus den Bewährungsstrafen zweier erstinstanzlicher Urteile wegen Untreue von sechs (ursprünglich neun) Monaten und sieben Monaten zusammensetzte. Die erstinstanzlichen Urteile befanden, dass Gravenreuth im Jahr 2002 Mandantengelder rechtswidrig einbehalten und dem eigenen Vermögen einverleibt habe. Die Verkürzung einer der Vorstrafen um drei Monate und die damit unter zwölf Monaten liegende Gesamtstrafe waren hinsichtlich der weiteren Berufsausübung für Gravenreuth von Interesse, da ihn eine Verurteilung zu einer Freiheitsstrafe von mindestens einem Jahr als unwürdig im Sinne von § 7 Nr. 5 BRAO hätte erscheinen lassen, so dass die Zulassung als Rechtsanwalt nach § 14 Abs. 1 BRAO zu widerrufen gewesen wäre.
Am 10. September 2007 wurde Günter von Gravenreuth vom Amtsgericht Berlin-Tiergarten wegen versuchten Betrugs zu einer Haftstrafe von sechs Monaten ohne Bewährung verurteilt. Das Urteil erfolgte, nachdem er den Internet-Domainnamen der taz hatte pfänden lassen und versucht hatte, diesen zu versteigern, wobei er angab, er habe nach einer einstweiligen Verfügung gegen die taz das darin geforderte Geld nicht erhalten. Die taz erstattete daraufhin Strafanzeige. Die Zahlung des in der Verfügung verlangten Geldes konnte durch ein Fax bewiesen werden, welches bei einer Durchsuchung in Gravenreuths Büro gefunden wurde. Dieses Fax war Gravenreuth nach seiner Aussage nicht bekannt, und er versuchte sich mit „mangelnder Rechtskenntnis“ und dem „Chaos in seinem Büro“ zu entschuldigen. Die Vorsitzende äußerte in ihrem Urteil, dass „die Allgemeinheit vor Gravenreuth geschützt“ werden müsse. Aufgrund des vorangegangenen Urteils wegen Urkundenfälschung fiel das Urteil ohne Bewährung aus. Gravenreuth legte Berufung ein. Am 17. September 2008 wurde Gravenreuth in diesem Verfahren zu einer Haftstrafe von 14 Monaten ohne Bewährung verurteilt. Das Urteil lautete auf versuchten Betrug, die Vorstrafe im Verfahren vom 16. April 2008 wegen Untreue floss in die Strafbemessung mit ein. Der Anwalt von Gravenreuth legte gegen das strafgerichtliche Urteil Revision ein. Die Generalstaatsanwaltschaft München leitete ein anwaltsgerichtliches Verfahren gegen Gravenreuth ein.
Die Revision wurde mit Urteil vom 2. Februar 2009 zurückgewiesen. Das Kammergericht in Berlin wertete die strafbare Handlung von Gravenreuth als einen vollendeten Betrug, nicht nur als Versuch. Somit hätte Gravenreuth eine 14-monatige Haftstrafe antreten müssen. Gravenreuth erhielt Strafaufschub bis zum Februar 2010, weil er zeitlichen Bedarf für die Auflösung seiner Kanzlei geltend machte. Er erschien jedoch nicht zum Haftantritt und entzog sich der drohenden Festnahme durch Suizid.

## Änderung des Familiennamens
Günter Freiherr von Gravenreuth wurde als Günter Dörr geboren. Im Zuge der Liberalisierung des westdeutschen Namensrechts 1979 änderten seine Eltern den Ehenamen in den Geburtsnamen seiner Mutter. Am 24. Juni 1980 schloss er selbst sich dieser Entscheidung an. Juristisch betrachtet ist diese Namensänderung rückwirkend (ex tunc) gültig: Er trug also seinen nachträglich angenommenen Familiennamen Freiherr von Gravenreuth rechtlich gesehen bereits von Geburt an.
Gravenreuth scheiterte vor dem Landgericht München I mit dem Versuch, die Nennung seines Geburtsnamens in einem Internetforum verbieten zu lassen.

## Schriften
Artikel und Beiträge (Auszug)
- Unterlassungsanspruch gegen Software-Kopier-Programme? In: Gewerblicher Rechtsschutz und Urheberrecht. 1985, S. 504. (Eine Diskussion, die 2004 durch das geänderte Urheberrechtsgesetz erneut aufkam.)
- Dunkelziffern und Schadenshöhe im Bereich der Software-Piraterie. In: Computer und Recht. 1986, S. 111.
- Probleme im Zusammenhang mit der Minderung oder Wandelung mangelhafter Software. In: Betriebs-Berater. 1989, S. 1925.
- Günter Freiherr von Gravenreuth, Alexander Kleinjung: Sind kostenpflichtige Mehrwertdienste-Rufnummern im Rahmen der Anbieterkennung gemäß § 6 TDG zulässig?. In: JurPC. Web-Dok. 273/2003, Abs. 1–22 ()
- Open Source und fremder Code nach zwingendem nationalem Recht. In: JurPC. Web-Dok. 209/2004, Abs. 1–17 ()

Bücher
- Das Plagiat aus strafrechtlicher Sicht. Carl Heymanns Verlag, Köln 1986, ISBN 3-452-20379-4.
- Computerrecht von A-Z. Beck, München 1992, ISBN 3-423-05072-1.
- Computerviren und ähnliche Softwareanomalien. Überblick und rechtliche Einordnung. Computerlaw-Verlag, München 1993, ISBN 3-930082-01-2.
- Netze in den Maschen der Gesetze. Rechtsprobleme beim Betrieb oder der Nutzung von Mailboxen an Beispielen erläutert. Computerlaw-Verlag, München 1994, ISBN 3-930082-02-0.
- Spionageabwehr gegen Computerspiel. Heitere Episoden aus der Cracker- und Computerfreak-Szene. Computerlaw-Verlag, München 1995, ISBN 3-930082-03-9.
- Computerviren – Rechtliche Gesamtdarstellung und technische Grundlagen. Carl Heymanns Verlag, Köln / München 1998, ISBN 978-3-452-23820-7.